# Hyalurga fenestrigera
Hyalurga fenestrigera là một loài bướm đêm thuộc phân họ Arctiinae, họ Erebidae.